# 浮穴村 (愛媛県温泉郡)
浮穴村（うけなむら）は愛媛県下浮穴郡・温泉郡にあった村である。1959年に松山市に編入し、自治体としての歴史は閉じた。「浮穴」の名は松山市浮穴支所や小学校などに残っている。

## 地理

### 位置・地形
松山平野南部に位置する平坦地で、南を重信川が北を内川が西方向に流れる。土佐街道の通る交通の要衝でもあった。
- 重信川
- 内川

### 地名の由来
越智為世が当地にあった浮穴館に居住し、浮穴氏を称したと伝えられる。
地名としての「浮穴」の名は延喜式にも見え、和名抄では「浮穴」、拾芥抄では「浮名」となっている。ただ、その時代の「浮穴」はのちの浮穴村の領域のみならず、拝志、荏原も含む広い一帯を表しており、明治の浮穴村の一帯は「井門」とあらわされていた。

### 地域・集落
合併前の旧3村である高井（たかい）、森松（もりまつ）、井門（いど）が合併後もそのまま大字として引き継がれた。なお、松山市への編入の際に高井は「南高井」と改称。森松は天正年間に井門村から分離したと伝えられる。
旧街道が通り、1896年（明治29年）には鉄道も引かれた森松が交通の要衝として栄えた。同地に村役場もおかれた。

## 歴史・沿革
藩政期
- 松山藩に属する。
- 宝暦5年 - 重信川に取水口を作ったことから川の南側に位置し伊予大洲藩に属する麻生村と水争いが発生。同12年には浮穴郡24か村と大洲藩領の4か村との紛争に発展した。

明治以降
- 1889年（明治22年）12月15日 - 町村制の施行により下浮穴郡高井村、森松村、井門村が合併して下浮穴郡浮穴村が発足。
- 1894年（明治27年） - 四国新道完成[3]。
- 1896年（明治29年）1月26日 - 伊予鉄道森松線が開業。
- 1897年（明治30年）4月1日 - 所属郡を温泉郡に変更。
- 1904年（明治37年）4月 - 重信橋（初代）開通[3]。
- 1908年（明治41年） - 森松郵便局開設。
- 1914年（大正03年）4月 - 小野・久米・石井・浮穴・南吉井五ヶ村入山組合設立[4]。
- 1948年（昭和23年）6月 - 浮穴農業協同組合設立[5]。
- 1950年（昭和25年）7月 - 重信橋（2代目）開通[6]。
- 1953年（昭和28年） - 浮穴公民館開設。
- 1959年（昭和34年）4月10日 - 松山市に編入。同日浮穴村廃止。

## 教育
- 浮穴村立浮穴小学校（閉村時、現存）
- 浮穴村立浮穴中学校（閉村時、のちに廃校）現在の校区は松山市立南第二中学校。

## 交通

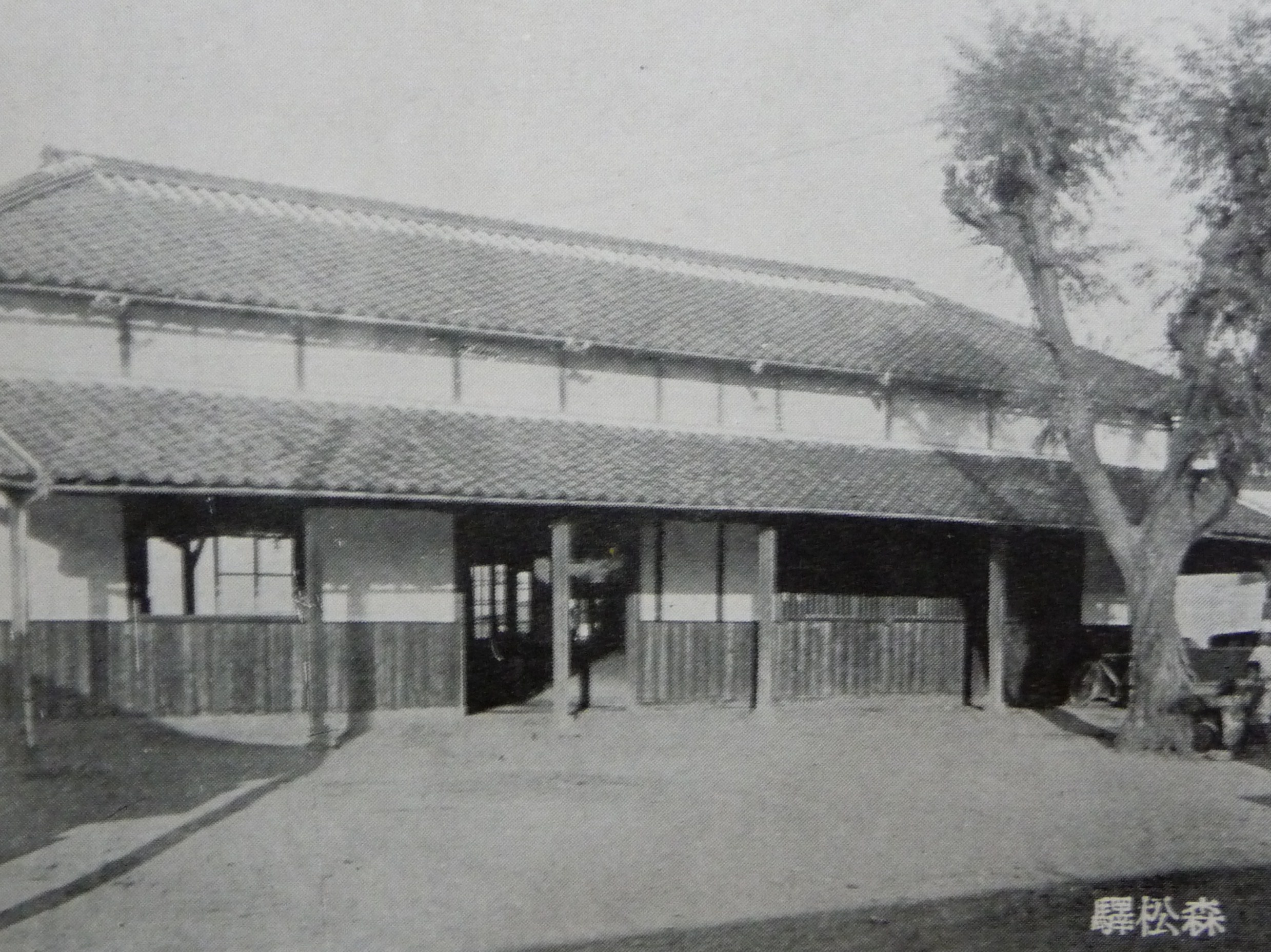
1930年頃の伊予鉄森松駅

### 鉄道路線
- 伊予鉄道森松線　廃止され現存しない
森松駅　森松線の終点駅。廃止後はバス停留所となっている。

### 道路
- 土佐街道　現在の国道33号